# ヨルダン

ヨルダン・ハシミテ王国
المملكة الأردنيّة الهاشميّة

国の標語： الله، الوطن، الملك 
（アラビア語:神、祖国、国王）
国歌：السلام الملكي الأردني（アラビア語）
ヨルダンの国歌

ヨルダン・ハシミテ王国（ヨルダン・ハシミテおうこく、アラビア語: المملكة الأردنيّة الهاشميّة, ラテン文字転写: al-Mamlakah al-Urdunniyyah Al-Hāshimiyyah; 英語: Hashemite Kingdom of Jordan）、通称ヨルダンは、中東・西アジアに位置する、立憲君主制の王国である。首都はアンマン。イスラエル、パレスチナ国、サウジアラビア、イラク、シリアと隣接する。イスラエルやパレスチナ暫定自治区とは、ヨルダン川と死海が国境である。国土南端のアカバでわずかながら海（アカバ湾）に接する。
イスラームの預言者ムハンマドの従弟アリーとムハンマドの娘ファーティマの夫妻に遡るハーシム家出身の国王が世襲統治する。
住民の半数あまりは、イスラエル建国や中東戦争に伴いヨルダンに逃れたパレスチナ難民とその子孫である。

## 国名
アラビア語の正式名称は 、المملكة الأردنيّة الهاشميّة（al-Mamlakah al-Urdunniyyah Al-Hāshimiyyah、発音: アル＝マムラカ(トゥ)・ル＝ウルドゥンニーヤ(トゥ)・ル＝ハーシミーヤ、分かち書き: アル＝マムラカ・アル＝ウルドゥンニーヤ・アル＝ハーシミーヤ）。通称 الأردن（文語: al-Urdunn、口語: al-Urdun、アル＝ウルドゥン）。
公式の英語表記はHashemite Kingdom of Jordan。通称 Jordan。Hashemiteがアラビア語のハーシミーヤ、Kingdomがマムラカ、Jordanがウルドゥンニーヤ部分に対応している。ハーシミーヤは、預言者ムハンマドの曽祖父ハーシムの子孫の家系であるハーシム家にちなむことを表す形容詞「ハーシム家の」。
ヨルダンの名称は、国土の西を流れるヨルダン川の名に由来する。ヨルダン川はヘブライ語起源の河川名で、聖書に名が記される。アラビア語ではウルドゥン、ヨーロッパ諸言語ではヨルダンあるいはジョルダンとなる。ヨルダン川の名前が国名となったのは、この国が第一次世界大戦後に成立したイギリスの委任統治領トランスヨルダン（「ヨルダン川の向こう」の意）を前身とするためである。
日本語への転写では表記のゆらぎがあり、日本国外務省では英語寄りに「ジョルダン・ハシェミット王国」と表記していたが、2003年の改正で「ヨルダン・ハシェミット王国」とした。「ヨルダン・ハシミテ王国」の表記は、2005年日本国際博覧会（愛知万博）へのヨルダン政府による出展の際に用いられている。他に「ヨルダン・ハーシム王国」などと表記されることもある。

## 歴史
ヨルダンの国土は、およそ50万年前の旧石器時代から人類が住み着いていたことが知られ、紀元前8000年紀には人類最古級の農業が営まれた。西アジアに文明が発達すると交易の中心地として栄え、紀元前13世紀頃からはエドム人が住み着き、アンマンには旧約聖書に登場するアンモン人の国があった。紀元前1世紀頃には南部にペトラ遺跡を残したナバテア王国が発展するが、紀元1世紀から2世紀にローマ帝国に併合された（アラビア・ペトラエア）。
7世紀にはイスラム帝国の支配下に入り、アラビア語とイスラム教が浸透してアラブ化・イスラム化が進んだ。ダマスカスに都したウマイヤ朝が滅びイスラム世界の中心がシリア地方から離れると、その辺境として都市文明も次第に衰えていった。

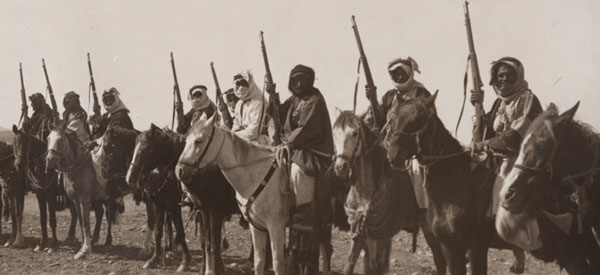
ヨルダンとアラビアの反乱騎兵（1918年）

19世紀に入ると、当時この地方を支配していたオスマン帝国は、ロシアから逃亡してきたチェルケス人をシリア地方の人口希薄地帯に住まわせるようになり、次第に活気づき始めた。第一次世界大戦でオスマン帝国と交戦したイギリスは、オスマン帝国に対するアラブ反乱を支援。大戦に敗れたオスマン帝国は崩壊し、トルコ共和国が現在あるアナトリア半島以外の領土を失った。
第一次世界大戦後の1919年にイギリス委任統治領パレスチナに組み入れられ、1923年にヒジャーズ王国を設立したハーシム家のアブドゥッラー・ビン＝フサインが迎え入れられてトランスヨルダン首長国が成立した。この政府に対するイギリスの代表者は最初はT・E・ロレンス、ついでジョン・フィルビーであり、パレスチナの高等弁務官の管轄下にあった。
トランスヨルダン首長国は第二次世界大戦後の1946年に独立し、1949年に国名をヨルダン・ハシミテ王国に改めた。1950年には、エルサレムを含むヨルダン川西岸地区を領土に加えたが、1967年の第三次中東戦争でイスラエルに奪われる。中東戦争は、イスラエルに占領された地域から大量のパレスチナ人の流入をもたらした。加えて1990年代以降には民主化に伴い、王室の近代化主義に反対する保守派やイスラム主義派が台頭して、国内の不安定要因となっている。

## 政治

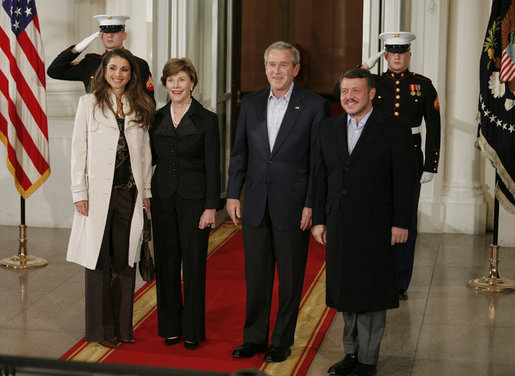
アメリカ合衆国首都ワシントンを訪問する国王アブドゥッラー2世と王妃ラーニア（2007年）

1952年1月8日に制定された憲法に基づいた、国王（マリク）を元首とする立憲君主制であり、君主は世襲制となっている。国王は内閣と共に行政権を執行する。二院制の議会を有している。特に下院議会は政党より部族系の無所属候補が優遇されていることが権利団体などから批判されてきたほか、農村部や部族集落での投票率が高い傾向にあり、国民の議会に対する信頼度も低下しているため、2016年以降は選挙制度改革を断続的に行い、候補者本位の自由名簿式比例代表制(OLPR)と、政党本位の閉鎖名簿式比例代表制(CLPR)に分けて選出し、議会の脱部族化を目指している。

### 反政府抗議運動
ジャスミン革命（アラブの春）の影響で、首相を国王が任命するのではなく、国民に直接選ばれた議会が選出する議院内閣制への移行と選挙法改正を要求するため、おもにムスリム同胞団やアラブ民族主義政党、左派政党らが結集してアンマンなどで抗議デモが実施された。また、国王の長年の支持基盤であったベドウィンの部族長らもアブドゥッラー2世国王に対して、ラーニア王妃とその一族の浪費癖を批判する声明を出している。しかし、いずれも王制打倒を求める反体制運動には至っていない。

## 国際関係
イスラム世界では穏健派に位置付けられる。アラブ諸国や中東内外のイスラム諸国だけでなく、世界各国と協調する全方位外交を展開している。イスラエルとは1994年に平和条約を結び、エジプト（1979年）に次いでアラブ諸国では2番目に国交を樹立した。2018年には、イスラエルに対して平和条約の一環として賃貸した国境地帯の土地の契約を延長しないと通告した。
対イスラエル和平に見られるように、東西冷戦時代から親西側・欧米政策をとっている。アメリカ合衆国からは北大西洋条約機構（NATO）非加盟の戦略的パートナー諸国（MNNA）のひとつに位置づけられている。シリアやイラクで活動するイスラム過激派組織への警戒・攻撃のため、アメリカ軍が駐留している。

## 軍事
ヨルダン軍は陸軍、海軍、空軍、特殊部隊（ヨルダン総合特殊作戦軍）からなる。
特殊部隊向けに「アブドゥル2世特殊作戦訓練センター（KASOTC）」が開設されている。

## 地方行政区分

ヨルダンのムハーファザ

12のムハーファザ（県、アラビア語のローマ字転記: muhafazat, 単数形: muhafazah）に分かれている。
1. イルビド県 (Irbid) - 県都イルビド
2. アジュルン県 (Ajlun) - 県都アジュルン
3. ジャラシュ県 (Jerash) - 県都ジャラシュ
4. マフラク県 (Mafraq) - 県都マフラク
5. バルカ県 (Balqa) - 県都サルト
6. アンマン県 (Amman) - 県都アンマン
7. ザルカ県 (Zarqa) - 県都ザルカ
8. マダバ県 (Madaba) - 県都マダバ
9. カラク県 (Karak) - 県都カラク（アル＝カラク）
10. タフィラ県 (Tafilah) - 県都タフィラ
11. マアーン県 (Ma'an) - 県都マアーン
12. アカバ県 (Aqaba) - 県都アカバ

## 地理

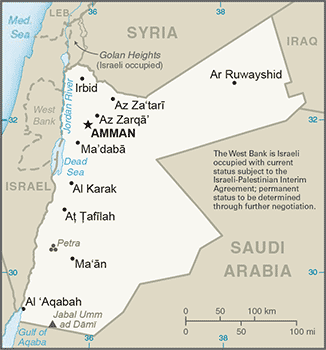
ヨルダンの地図

東部は乾燥した森林高原で、オアシスと季節的な川の流れがあり、灌漑されている。西部は農地が発達し、地中海性の常緑樹が広がる。国の最高地点はウムアルダミ山 (Jabal Umm al Dami) で海抜1,854メートル、頂上は雪で覆われる。西部渓谷を除いた国の大部分は海抜300メートル以上である。南西端でアカバ湾に接する。

### 気候
夏の平均気温は30℃、冬は1℃まで下がる。11月から3月の冬季は西部の降雨が大きく、アンマン（標高約1,000メートル）では雪が降る。

### ヨルダン渓谷
国土の西部には大地溝帯の北端でもあるヨルダン渓谷がある。ここには死海もあり、標高が極めて低い。この地域は冬でも温暖であり、近年の灌漑技術の発達により、野菜や果物の一大生産地に変貌した。

### ヨルダン高原
ヨルダン渓谷の東側に位置する高原地帯。アンマンやカラクなどもこの高地帯に位置する。南部にはヨルダン最高峰のラム山（1,754メートル）もある。

### 砂漠
国土の80%は砂漠地帯に属する。

## 経済

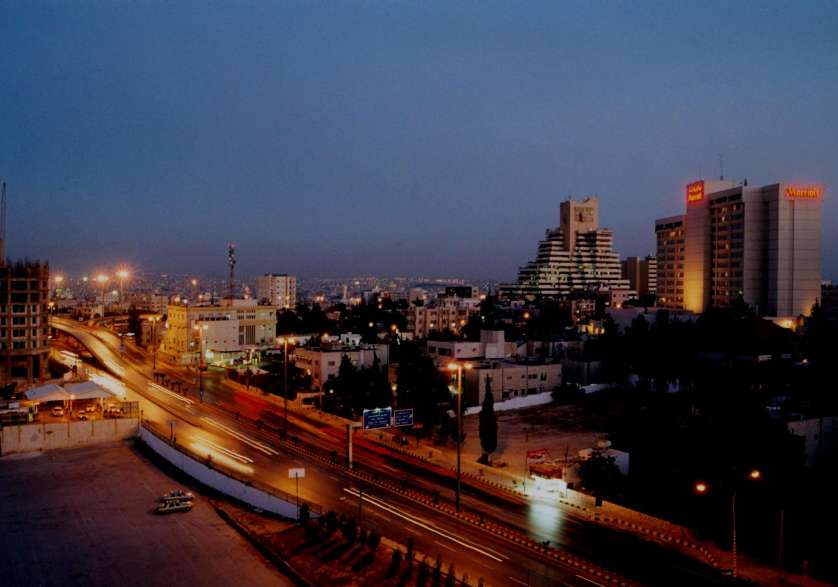
首都アンマン

IMFの統計によると、2019年の1人あたりの名目GDPは4,400ドルほどで、産油国が多い中東ではやや低い数値である。
現在農業従事者は18万人おり、おもに果実を中心に栽培している。畜産業としてはラクダや牛、馬や鶏を育て、牛乳や卵をとっている。ヨルダン経済を根本から支えているのはリン鉱石と天然ガスで、リン鉱石は256万トン、天然ガスは9.6千兆ジュールを産出する。漁獲量は526トンである。現状では石油をほとんど産出しないため、1990年代はイラクや近隣諸国から輸入していた。イラクのサッダーム・フセイン体制崩壊後は湾岸協力会議諸国からの供給があり、エジプトからは2003年に完成したアカバ湾までのアラブガスパイプラインによりガスを輸入している。イラクとパレスチナでの社会不安のため、それら地域の多くの事業家がアンマンに事務所を置いている。
2000年にWTOに加盟。2001年12月の米国との自由貿易協定以降、米国との貿易が飛躍的に拡大している。政府はリン鉱石やカリ鉱石の輸出あるいは海外からの送金や外国からの支援に頼らない産業、例えばITや観光産業を奨励している。低税金と規制緩和のアカバ経済特区 (ASEZA) に経済成長モデルの期待がある。
ヨルダン統計局発表のGDP成長率は2012年が2.7%、2013年が2.8%となっている。

### 天然資源
東部砂漠のRishaガス田を1987年に発見した。埋蔵量はそれほど多くはないが、ヨルダン全体の発電量の1割を支えている。南部には世界第3位を誇るリン鉱石埋蔵量があり、採掘された鉱石は鉄道でアカバ港へ運ばれ輸出される。ウラン鉱石は世界の2%の埋蔵量がある。最近注目されているのがオイルシェールで、400億トンの石油の存在が推定される。ロイヤル・ダッチ・シェルとの間で開発契約が締結された。

## 国民
| 宗教構成（ヨルダン）   | 宗教構成（ヨルダン）   | 宗教構成（ヨルダン） | 宗教構成（ヨルダン） | 宗教構成（ヨルダン） |
| ---------------------- | ---------------------- | -------------------- | -------------------- | -------------------- |
|                        |                        |                      |                      |                      |
| イスラム教（スンナ派） | イスラム教（スンナ派） |                      | 90%                  | 90%                  |
| キリスト教他           | キリスト教他           |                      | 10%                  | 10%                  |

住民はほとんどアラブ人である。わずかにアルメニア人や、チェチェン人・チェルケス人・アブハズ人・アディゲ人・アヴァール人など北カフカス系の民族がいる。北カフカス系の民族は、19世紀にロシア帝国の侵略を逃れてオスマン帝国に移住し、当時は人口希薄であったオスマン領のヨルダンへと入植した。アルメニア人は、第一次世界大戦中のオスマン帝国によるアルメニア人虐殺を逃れてシリアやヨルダンに移住した。1967年の第三次中東戦争以降流入したパレスチナ難民の人数は、2009年の調査によると324万人とされており、ヨルダン国籍を取得しているなどヨルダン国民として同化しているが、2015年にはガザ紛争などにより新たに流入したパレスチナ人を中心におよそ37万人が難民キャンプに在住している。
2013年時点で、隣国シリアの内戦から逃れてきたシリア難民が大量に流入、ヨルダン人口の1割に達しつつある。
イラク・シリア難民の流入を受けて、2016年には人口が970万人を突破し、1000万人に迫るほどになっており世界屈指の人口増加国となっている。しかし、全人口の30%が非ヨルダン国籍となっている。ザータリ難民キャンプは世界最大のシリア難民キャンプとなっており、一時期は34万人に達したが、2015年3月26日現在では8万3千人となっている。

### 言語
公用語はアラビア語で、話し言葉（アーンミーヤ）はヨルダン方言。

### 宗教
宗教はイスラム教スンナ派がほとんどである。その他にキリスト教なども信仰される。

### スポーツ
サッカー
ヨルダンでサッカーは最も人気のスポーツであり、1944年にプロサッカーリーグのヨルダン・プロリーグが創設された。ヨルダンサッカー協会（JFA）によって構成されるサッカーヨルダン代表は、これまでFIFAワールドカップには未出場であるが、AFCアジアカップには5度出場しており、2023年大会では決勝でカタール代表に1-3で敗れ、準優勝の成績を収めた。

## 文化

### 観光地

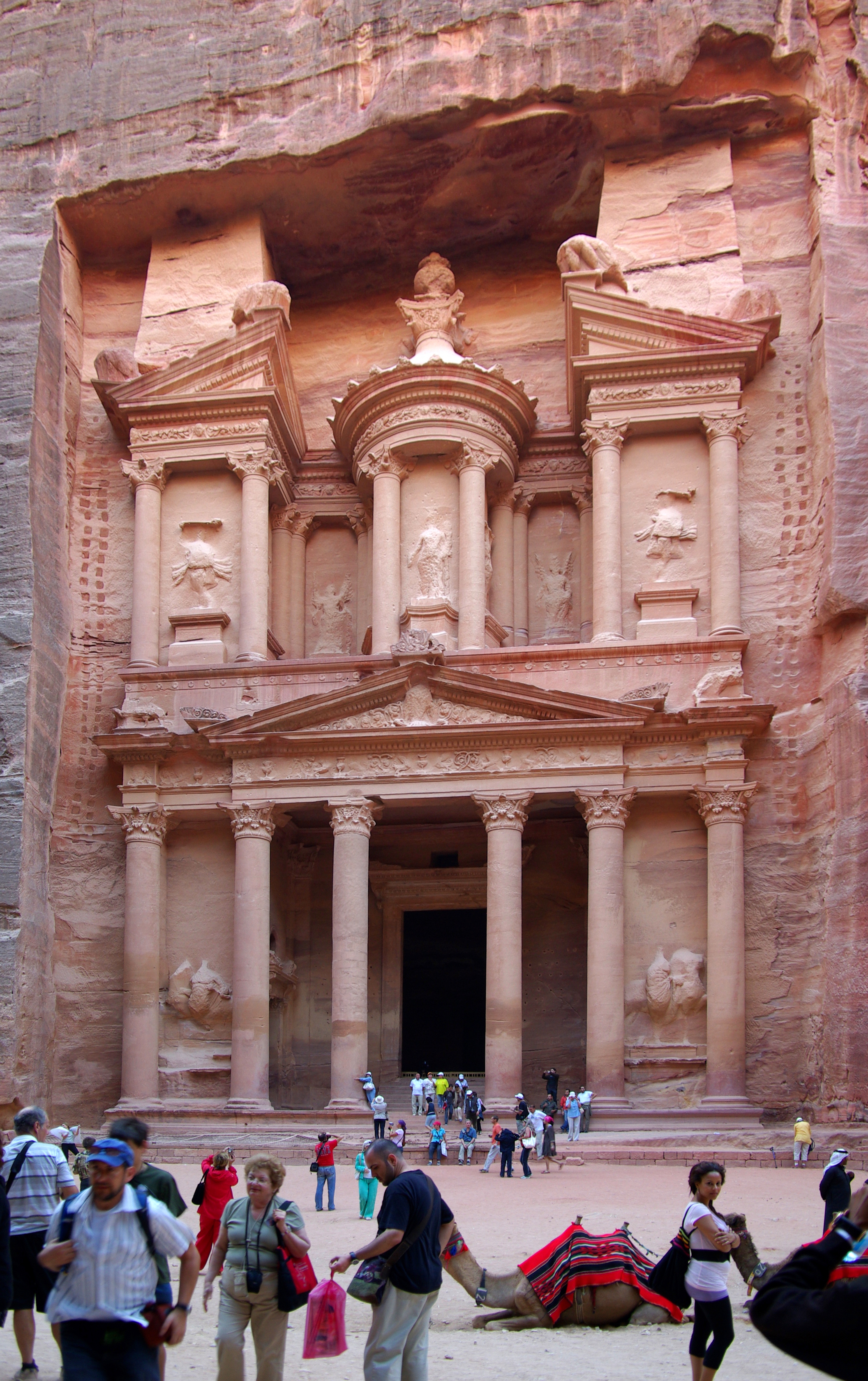
世界遺産であるペトラ

- ジャラシュ
- ペトラ
- ペラ
- ウンム・カイス
- アジュルーン城

### 祝祭日
| 日付                                                 | 日本語表記                                         | 現地語表記                                               | 備考 |
| ---------------------------------------------------- | -------------------------------------------------- | -------------------------------------------------------- | --- |
| 1月1日                                               | 元日                                               | رأس السنة الميلادية                                      | 太陽暦の新年 |
| 1月30日                                              | アブドゥッラー国王の誕生日                         | ذكرى ميلاد الملك عبد الله الثاني                         | |
| 5月1日                                               | 労働節                                             | عيد العمال                                               | |
| 移動祝日、ただし常に東方キリスト教のカレンダーによる | 復活祭                                             |                                                          | これは休日と最近宣言されはしたが全国で行われているわけではない。休日はその趣旨に関係する人々にのみ適用される。通常、この日を休むのはクリスチャンである。 |
| 5月25日                                              | 独立記念日                                         | عيد استقلال المملكة الاردنية الهاشمية                    | |
| 6月9日                                               | アブドゥッラー国王の即位                           | عيد جلوس جلالة الملك عبدالله الثاني بن الحسين المعظم     | |
| 6月10日                                              | 国軍及び大アラブ反乱記念日                         | عيد الجيش والثورة العربية الكبرى                         | |
| 11月14日                                             | フセイン国王の誕生日                               | ذكرى ميلاد المغفور له الملك الحسين بن طلال طيب الله ثراه | フセイン国王の死の後、この日は「フセインへの忠誠日」と呼ばれている。                                                                                     |
| 12月25日                                             | クリスマス                                         | عيد الميلاد المجيد                                       | 民間ではこの休みを4日間か5日間に拡張することが法によって可能になっている。                                                                               |
| 移動祝日                                             | 犠牲の祝宴、あるいは大祝宴、イード・アル＝アドハー | عيد الأضحى المبارك                                       | 息子を犠牲にするアブラハムの意思を記念し、メッカ巡礼の月末に置く。                                                                                       |
| 移動祝日                                             | ラマダーン初日                                     | بداية الصيام                                             | |
| 移動祝日                                             | 小祝宴、イード・アル＝フィトル                     | عيد الفطر المبارك                                        | ラマダーンの終了を記念する。 |
| 移動祝日                                             | 元日                                               | ذكرى الهجرة النبوية الشريفة                              | イスラム教の新年 |
| 移動祝日                                             | ムハンマド昇天日                                   |                                                          | |
| 移動祝日                                             | 預言者ムハンマドの誕生日                           | عيد المولد النبوي الشريف                                 | |